# Wirtschaftsminister (Finnland)

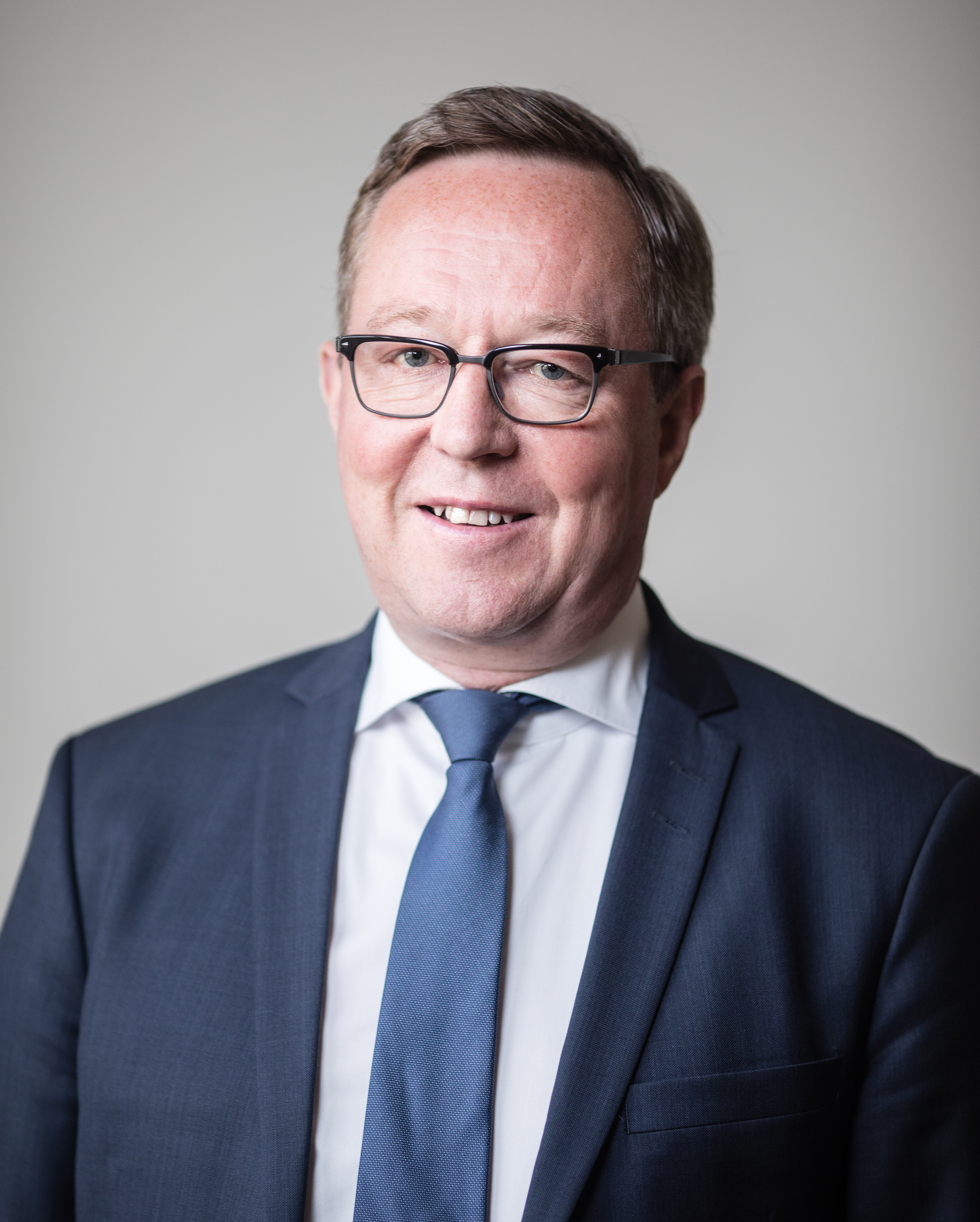
Wirtschaftsminister Mika Lintilä

Der Wirtschaftsminister Finnlands (finnisch elinkeinoministeri, schwedisch näringsminister) ist der Chef eines der Ressorts der finnischen Regierung.
Sowohl der Arbeitsminister Finnlands als auch der Wirtschaftsminister Finnlands sind Teil des Ministeriums für Wirtschaft und Arbeit.
Im Kabinett Marin ist der derzeitige Minister für Wirtschaft Mika Lintilä von der Finnischen Zentrumspartei.

## Minister
- Mauri Pekkarinen (Finnische Zentrumspartei), 1. Januar 2008 bis 22. Juni 2011, Kabinett Vanhanen II, Kabinett Kiviniemi
- Jyri Häkämies (Nationale Sammlungspartei), 22. Juni 2011 bis 16. November 2012, Kabinett Katainen
- Jan Vapaavuori (Nationale Sammlungspartei (Finnland)), 16. November 2012 bis 29. Mai 2015, Kabinett Katainen
- Olli Rehn (Finnische Zentrumspartei), 29. Mai 2015 bis 29. Dezember 2016, Kabinett Sipilä
- Mika Lintilä (Finnische Zentrumspartei), 29. Dezember 2016 bis 6. Juni 2019, Kabinett Sipilä
- Katri Kulmuni (Finnische Zentrumspartei), 6. Juni 2019 bis 10. Dezember 2019, Kabinett Rinne
- Mika Lintilä (Finnische Zentrumspartei), seit 10. Dezember 2019, Kabinett Marin
- Vilhelm Junnila (Die Finnen), 20. bis 30. Juni 2023, Kabinett Orpo
- Wille Rydman (Die Finnen), seit Juli 2023, Kabinett Orpo[4]